# Héctor Pacheco
Héctor Pacheco (Antonio Lino Ingaramo; * 15. März 1918 in Marcos Juárez; † 28. Juli 2003 in Buenos Aires) war ein argentinischer Tangosänger.

## Leben
Pachoco wuchs in Rufino in der Provinz Santa Fe auf. Im Alter von 20 Jahren gewann er einen Gesangswettbewerb. Der Preis war ein Gig bei Radio Cerealista in Rosario. Er ging dann nach Buenos Aires und gewann einen weiteren Wettbewerb bei Radio Argentina. Darauf engagierte ihn Alberto Pugliese als Sänger seines Orchesters. Daneben hatte er einige Auftritte mit Pedro Maffia im Tibidado. Eine Nebenrolle hatte er in dem Theaterstück Yo soy Juan Tango mit Alberto Vila.
1947 schloss er sich dem Orchester von Alfredo Attadía an. Mit diesem trat er bei Radio El Mundo und im Chantecler auf und machte drei Aufnahmen: Milonga para Gardel,  Descamisado und Peronista, die beiden letzteren erschienen beim Label M.A.D.A.N. Nach der Trennung von Attadía tourte er mit Armando Baliotti, Luis Addesso, Bernardo Sevilla und Anselmo Aieta durch Argentinien.
Die erfolgreichste Zeit Pachecos war die mit dem Orchester Osvaldo Fresedos, mit dem er fünf Jahre zusammenarbeitete. Der zweite Sänger war Armando Garrido, später Lucio Demare. Mit Fresedo nahm er Discepolín und Pero yo sé auf sowie den Tango Vida mía, den er später bei jedem seiner Auftritte sang. In dem Film Soy del tiempo de Gardel (1954) trat er neben Homero Cárpena, Maruja Gil Quesada, Julio Jorge Nelson und Juan Carlos Copes auf. 1957 trennte er sich von Fresedo, da er bei Radio El Mundo einen Vertrag als Solosänger mit einem von Carlos García geleiteten Orchester erhielt. Später war er u. a. Mitglied mit einer Formation Manuel Buzóns und trat mit eigenen Gruppen auf; eine davon wurde von dem Bandoneonisten Cayetano Cámara geleitet.
Pacheco komponierte u. a. die Tangos Y total para qué, Por siempre mía und Sueños de París; letzteren nahm er auch selbst auf. Er hatte verschiedene Funktionen in der Unión Argentina de Artistas de Variedades. Auf Grund gesundheitlicher Probleme trat er in seinen letzten Lebensjahren kaum noch auf.